# 刘全和
刘全和（1957年3月—），男，天津人，中国杂技、喜剧表演艺术家，一级演员，中国曲艺家协会理事，中国文艺志愿者协会理事。孪生兄弟刘全利。